# شاه‌سسک تاج‌زرین
شاه‌سسک تاج‌زرین (نام علمی: Regulus satrapa) نام یک گونه از سرده سسک‌های تاجی است.